# Šatov
Šatov är en köping i Tjeckien.   Den ligger i regionen Södra Mähren, i den sydöstra delen av landet, 180 km sydost om huvudstaden Prag. Šatov ligger 250 meter över havet och antalet invånare är 1 200.
Terrängen runt Šatov är huvudsakligen platt, men åt nordväst är den kuperad. Runt Šatov är det ganska glesbefolkat, med 48 invånare per kvadratkilometer. Närmaste större samhälle är Znojmo, 7,5 km norr om Šatov. Trakten runt Šatov består till största delen av jordbruksmark.